# Angelo Monassi
Angelo Monassi (Bellagio, 8 dicembre 1920 – Roma, 25 novembre 2000) è stato un ammiraglio italiano che ha ricoperto l'incarico di Capo di stato maggiore della Marina.

## Biografia
Discendente di famiglia giuliano-veneta, il nonno era stato anche lui un ufficiale che aveva servito nella marina austriaca e aveva combattuto nella battaglia di Lissa dalla parte degli austriaci; dopo aver frequentato l'Accademia Navale di Livorno dal 1938 al 1941, nel corso del secondo conflitto mondiale è stato imbarcato sugli incrociatori Garibaldi e Duca degli Abruzzi, sul cacciatorpediniere Mitragliere e successivamente su varie altre unità, fra cui la corvetta Folaga e il sommergibile Leonardo Da Vinci.

al comando dell'Impavido

Dopo il conflitto con il grado di capitano di fregata ha comandato la fregata Cigno e, con il grado di capitano di vascello, il cacciatorpediniere lanciamissili Impavido.
Fra gli incarichi svolti, tra il 1972 e il 1974 il comando dell'Accademia navale di Livorno in cui in precedenza aveva svolto l'incarico di Comandante alla Classe (1953/55) e direttore dei Corsi Allievi (1963/66); In seguito alla promozione ad ammiraglio di divisione, ha comandato la Ia Divisione navale di La Spezia.
Destinato presso lo Stato Maggiore della Marina, dal 1976 al 1978 ha ricoperto l'incarico di Ispettore per l'allestimento e il collaudo delle nuove unità navali e, con il grado di ammiraglio di squadra, quello di Sottocapo di Stato Maggiore della Marina.
Nel gennaio 1979 ha assunto il Comando della Squadra Navale e del Mediterraneo Centrale, e dal gennaio 1980 all'ottobre 1981 è stato Comandante in Capo del Dipartimento Militare Marittimo del Basso Tirreno e delle Forze Navali Alleate del Sud Europa, periodo durante il quale è avvenuta la strage di Ustica.
Dal 16 ottobre 1981 al 6 febbraio 1984 ha infine ricoperto l'incarico di Capo di Stato Maggiore della Marina.
Dopo aver lasciato il servizio è stato per breve tempo presidente della società di navigazione commerciale Italia.
La figlia Marina Monassi è stata presidente dell'Autorità portuale di Trieste.

## Galleria d'immagini
In visita alla Camera il 23 novembre 1981 con il presidente della Camera Nilde Iotti

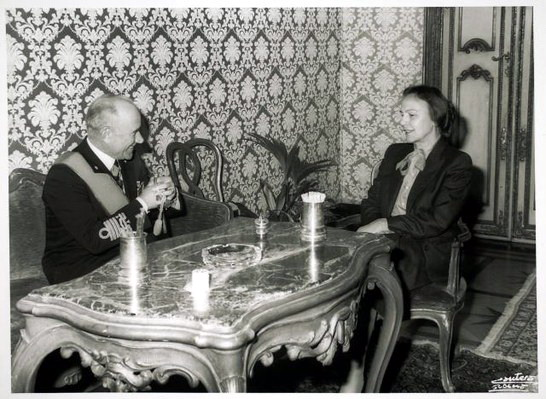
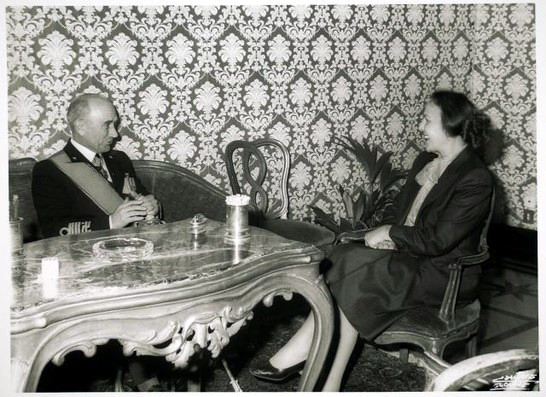